# Forge Football Club
El Forge Football Club es un equipo de fútbol de Canadá con sede en Hamilton, Ontario. Fue fundado en 2017 y disputa sus partidos de local en el Tim Hortons Field. Es uno de los clubes fundadores de la Canadian Premier League.

## Historia
Los orígenes del Forge FC datan de junio del 2013, cuando fue propuesto como el primer equipo de fútbol profesional de la ciudad. En febrero del 2016, los dueños del club, entre ellos, Bob Young, obtuvieron el permiso del municipio de Hamilton para la realización de los partidos del equipo en el Tim Hortons Field.
El 6 de mayo del 2017, la Asociación Canadiense de Fútbol aceptó la creación del Forge FC como equipo profesional. Un año después, el 12 de julio de 2018, fue aprobado el ingreso del club a la Canadian Premier League, como un miembro más para el nuevo torneo.
En agosto de 2019, el Forge FC jugó la Liga Concacaf, siendo el primer club de la Canadian Premier League en participar en un torneo de Concacaf. Arrancó en la ronda preliminar ante el Antigua de Guatemala, venció por 2-1 en el partido de ida, mientras que en el encuentro de vuelta, empató 0-0 de visita y con esto logró la clasificación a la siguiente ronda, de manera histórica. En los octavos de final se enfrentó al Olimpia de Honduras; en el juego de ida en casa, dio la gran sorpresa tras derrotar al popular conjunto catracho por 1-0, sin embargo, la alegría duró poco ya que en el partido de vuelta fueron derrotados por 1-4 en suelo centroamericano.
Forge FC terminó en la segunda posición en la Canadian Premier League, con esto, avanzó a las finales del campeonato donde el equipo se consagró como el primer campeón en la historia de la liga, tras ganar al Cavalry FC en los dos partidos, ambos por marcador 1-0. Su atacante Tristan Borges fue el máximo anotador del campeonato, con 13 goles marcados.
En 2020, Forge FC jugó su segunda temporada en la liga, esta vez se disputó en un torneo reducido entre agosto y septiembre debido a la pandemia del COVID-19. El equipo terminó tercero en la primera fase y avanzó a la siguiente ronda y culminando en el primer lugar y clasificando a la gran final donde derrotó al HFX Wanderers FC por 2-0 y quedándose con el trofeo de la Canadian premier League por segunda vez en su historia.

## Uniforme
- Uniforme titular: Camiseta naranja, pantalón blanco y medias blancas
- Uniforme alternativo: Camiseta negra, pantalón negro y medias negras.

### Indumentaria y patrocinador
| Período       | Proveedor |
| ------------- | --------- |
| 2018-presente | Macron    |

| Período         | Patrocinador |
| --------------- | ------------ |
| 2018 – Presente | Tim Hortons  |

## Estadio

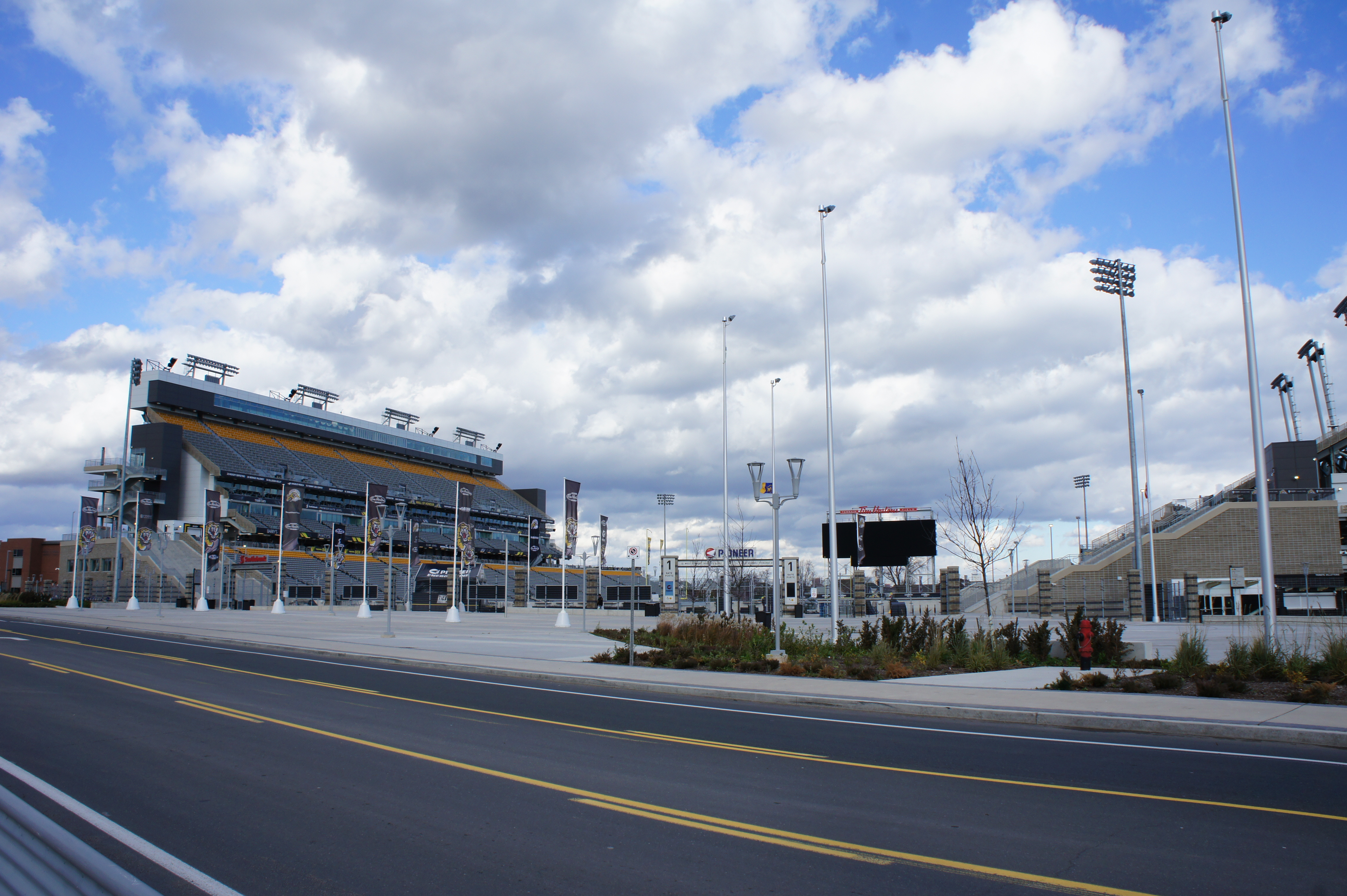
Tim Hortons Field.

Forge FC disputa sus partidos de local en el Tim Hortons Field, un estadio que está diseñado originalmente para la práctica del fútbol canadiense. Cuenta con una capacidad para 23.218 espectadores, sin embargo, para los juegos del club, solo está disponible para 10.016 personas. Fue inaugurado en el 2014. También juegan de local los Hamilton Tiger-Cats de la Canadian Football League.

## Rivalidades
Forge FC mantiene una rivalidad con el York United FC, dado que son los únicos equipos de la provincia de Ontario en la Canadian Premier League. Este enfrentamiento se denomina como 905 Derby, el origen del nombre proviene del código área 905, lugar exacto donde se encuentran estos clubes. El primer juego entre ambas escuadras, fue en el primer partido en la historia de la Canadian Premier League, realizado el 27 de abril de 2019 en la cancha del Forge, esto concluyó con un empate 1-1.

## Entrenadores

### Cronología de los entrenadores
- Bobby Smyrniotis (2018-presente)

## Palmarés
| Competición nacional          | Títulos                | Subcampeonatos |
| ----------------------------- | ---------------------- | -------------- |
| Canadian Premier League (4/1) | 2019, 2020, 2022, 2023 | 2021, 2024     |

## Participación en competiciones de la Concacaf
| Temporada | Torneo                    | Ronda       | Club               | Casa | Visita      | Global   |
| --------- | ------------------------- | ----------- | ------------------ | ---- | ----------- | -------- |
| 2019      | CONCACAF League           | Preliminar  | Antigua GFC        | 2–1  | 0–0         | 2–1      |
| 2019      | CONCACAF League           | 1/8         | Olimpia            | 1–0  | 1–4         | 2–4      |
| 2020      | CONCACAF League           | Preliminar  | Municipal Limeño   |      | 2–1         |          |
| 2020      | CONCACAF League           | 1/8         | Tauro              |      | 2–1         |          |
| 2020      | CONCACAF League           | 1/4         | Arcahaie           |      | 1–1 (2–4 p) |          |
| 2020      | CONCACAF League           | Play-in     | Marathón           |      | 0–1         |          |
| 2021      | CONCACAF League           | Preliminar  | FAS                | 3–1  | 2–2         | 5–3      |
| 2021      | CONCACAF League           | 1/8         | Independiente      | 0–0  | 2–0         | 2–0      |
| 2021      | CONCACAF League           | 1/4         | Santos de Guápiles | 3–0  | 1–3         | 4–3      |
| 2021      | CONCACAF League           | Semifinales | Motagua            | 2–2  | 0–0         | 2–2 (v.) |
| 2022      | CONCACAF Champions League | 1/8         | Cruz Azul          | 0–1  | 1–3         | 1–4      |